# Кондом (град)
Вижте пояснителната страница за други значения на Кондом.
Кондо̀м (на френски: Condom) е град в югозападна Франция, административен център на окръг Кондом в департамента Жерс на регион Окситания. Населението му е около 6700 души (2015).
Разположен е на 82 метра надморска височина в Аквитанската низина, на бреговете на река Баиз и на 95 километра северозападно от Тулуза. Селището възниква през VII век, а през 1317 година става седалище на епископ. Днес основа на икономиката му са селското стопанство и хранителната промишленост, най-вече производството на алкохолни напитки, като арманяк, и на фоа гра.

## Известни личности
Родени в Кондом
- Нарсис-Ашил дьо Салванди (1795 – 1856), политик